# Giovanni Battista Grazioli
Giovanni Battista Ignazio Grazioli (Bogliaco, 6 luglio 1746 – Venezia, 6 febbraio 1820) è stato un compositore e organista italiano.
Era padre del compositore Alessandro Grazioli.

## Biografia
Ancora giovane si trasferì a Venezia, dove studiò sotto la guida di Ferdinando Bertoni. Nel 1770 sostituì temporaneamente il maestro nella posizione di organista della Basilica di San Marco. Il 28 maggio 1782 fu nominato secondo organista di San Marco e il 21 gennaio 1785 primo organista, anno in cui Ferdinando Bertoni divenne maestro di cappella della basilica. Grazioli tenne la carica di organista titolare sino al 1789.
Accanto all'attività d'organista, Grazioli compose un gran numero di lavori sacri vocali, che sopravvivono quasi tutti. Scrisse inoltre alcuni lavori strumentali, come due raccolte di sonate per tastiera op. 1 e op. 3, dall'esame dei quali si denota che egli appartiene a una scuola di compositori ormai diretta verso il declino. Infatti i suoi lavori presentano diverse limitazioni e caratteristiche assai conservatrici, come monotematicismi, impiego di uno stile recitativo affine a quello dell'opera e uso del basso continuo.
Tra le sue composizioni più note ricordiamo l'Adagio dalla Sonata in Sol maggiore, Op. I n. 11, nel repertorio di alcuni celebri pianisti, quali Ignaz Friedman (che ne pubblicò un arrangiamento nel 1913) ed Arturo Benedetti Michelangeli.

## Lavori

### Musica vocale profana
- Amore non si sgomenta (1805, Firenze)
- Cantata allegorica a due orchestre (1811, Roma)

### Musica vocale sacra
- 13 messe per 3, 4, 6 e 8 voci e organo
- 1 messa senza accompagnamento strumentale
- 1 messa con accompagnamento di strumenti a fiato
- 23 Kyrie per 4 voci e orchestra
- Kyrie e Credo per 3 voci e orchestra
- 2 Gloria per 3 voci e strumenti a fiato
- 14 Gloria per 1-4 voci e orchestra
- 1 Gloria senza accompagnamento strumentale
- 1 Gloria con coro
- 7 Credo per 4 voci e orchestra
- Credo per 3 voci, strumenti a fiato e organo
- 2 Crucifixus per 4 voci e orchestra
- Crucifixus per 3 voci e organo
- 7 sequenze per 3 e 4 voci e strumenti
- 13 antifone Mariane per 1 e 3 voci e orchestra
- 2 litanie per 3 voci, 2 corni e organo
- 69 salmi per 1-4 voci senza accompagnamento strumentale o con orchestra o con organo
- 4 Gloria Patri per 1 voce e orchestra
- Musica per l'agonia di Gesù Cristo per 3 voci e violoncello
- 19 musiche per bestigioni e professioni monacali di nobildonne per 1 voce e organo (1787-1803)
- 32 mottetti per 2 e 3 voci e organo
- 18 mottetti e altri lavori sacri per 1, 3 e 4 voci e strumenti od organo

### Musica strumentale
- 12 sonate per clavicembalo (op. 1 e 2, 1780 ca., Venezia)
- 6 sonate per clavicembalo e violino (op. 3, 1781-4)
- Variazioni in si maggiore per clavicembalo/fortepiano
- Sinfonia concertante
- Composizione strumentale a 12 in si maggiore

### Lavori teorici
- Istruzione per il maestro di musica, riguardante la funzione del Sabato Santo (perduto)